# W ukryciu
W ukryciu (początkowy tytuł: Nigdy się nie dowiesz) – polski film fabularny z 2013 roku, w reżyserii Jana Kidawy-Błońskiego.
Film traktuje o miłości homoseksualnej pomiędzy kobietami, z których jedna jest ukrywaną Żydówką (Ester), a druga ukrywającą ją Polką (Janina). Fabuła rozgrywa się u schyłku II wojny światowej.
Zdjęcia do filmu rozpoczęły się 4 sierpnia 2011 roku i trwały do 12 września, a realizowane były w Radomiu i Warszawie. Film został dofinansowany przez Polski Instytut Sztuki Filmowej.

## Obsada
- Julia Pogrebińska – jako Ester
- Magdalena Boczarska – jako Janina
- Krzysztof Stroiński – jako ojciec Janiny
- Tomasz Kot – jako Dawid
- Zacharjasz Muszyński – jako żołnierz radziecki
- Agata Kulesza – jako Wanda
- Bożena Dykiel – jako urzędniczka
- Jacek Braciak – jako Mirski
- Rafał Mohr – jako Zygmunt
- Przemysław Bluszcz – jako ubek

Źródło.